# Триацетин
E1518 (Тріацетин) — це хімічна сполука, яка є триацетатом гліцерину, відома також як 1,2,3-тріацетокси-пропан. Це синтезована речовина, що є ефіром гліцерину та оцтової кислоти.

## Застосування
- Промисловість харчових продуктів: Тріацетин широко використовується як харчова добавка, наприклад, як розчинник для ароматизаторів та зволожувач. В Європейському Союзі та інших країнах він класифікується як добавка E1518, а в Австралії має код A1518. Також він використовується у виробництві лікерів.
- Фармацевтика: У медичній промисловості тріацетин застосовується як ексципієнт, зволожувальний агент, пластифікатор і розчинник у різних лікарських засобах.
- Паливо: Тріацетин може використовуватися як добавка до пального як антидетонаційна присадка, що покращує стійкість пального до низьких температур і в’язкісні характеристики біодизеля.
- Сигарети: У 1994 році тріацетин був включений до списку добавок до сигарет, де застосовується в фільтрах як пластифікатор.
- Космічні технології: Тріацетин розглядається як можливе джерело енергії для систем штучного відновлення харчування під час тривалих космічних польотів завдяки своїй здатності забезпечувати енергетичні потреби.

Безпека: Тріацетин вважається безпечною речовиною з низьким рівнем токсичності і може використовуватися в харчовій та фармацевтичній промисловості. Він також має протигрибкові властивості.
Ринок і регулювання: Він дозволений до використання в різних країнах, таких як США, країни ЄС та Австралія, з установленими безпечними дозами для застосування в харчових і фармацевтичних продуктах.